# 縄久利神社
縄久利神社（なわくりじんじゃ）は、島根県安来市広瀬町にある神社。

## 由緒・概要
縄久利神社は古棟札に高倉天皇の代、承安年間殿再修復の文字が見られるので、詳細が分からぬものの遅くとも平安時代には信仰の対象として社が建立されていた。現代ほど科学が進んでいなかった頃は牛馬が大切にされ、人々の暮らしの中にありました。また、往時より「縄久利の大神」・「縄久利さん」と呼ばれ、霊験あらたかな神社として親しまれてきた当社は松平治郷（不昧）の祈願所でもあった。
そして水稲も盛んに行われ、「花田植え」の行事に盛り上がった。
そして戦争等で中断していた「花田植え」神事が40年ぶりに行われた。

## 祭神
主祭神は大山祇命と磐長姫。

## 祭礼
春の例祭は4月24日で、午後3時頃から古伝祭「花傘神事」という当社特殊の神事が行われる。
氏子が奉納した傘鉾（芥子の花の造花が無数に付いている）が6、7本神幸場に立っているが、一般参集者は我を競ってその花を争奪する。その花は往事より蓄牛馬の霊符として効験あるとして、持ち帰って厩舎繁盛と無病息災を祈る。
奥宮（本宮）は下の宮から300メートル程奥の高いところに鎮座している。<春祭 4月24日、秋祭 9月23日>

## 所在地
- 島根県安来市広瀬町東比田2595-6